# Raduga K-9

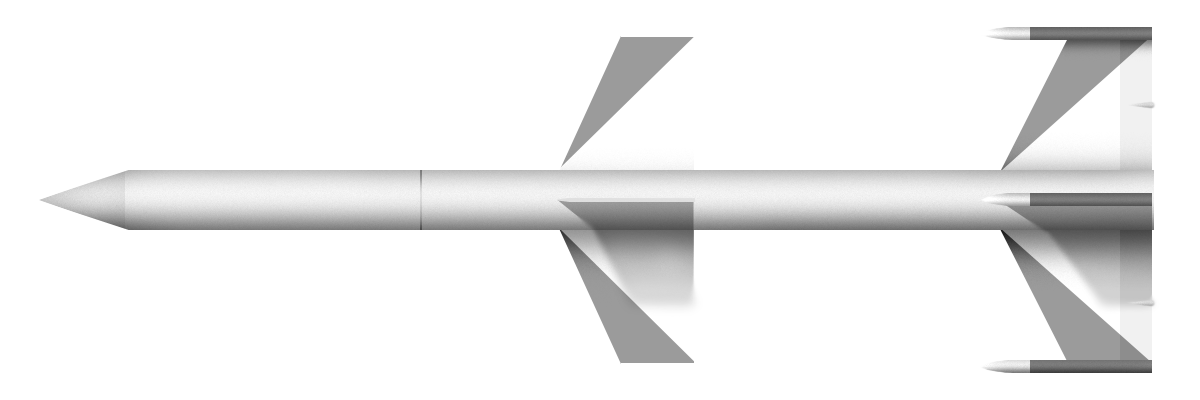
Prototyp K-9

K-9 (v kódu NATO AA-4 'Awl') byla střela vzduch-vzduch krátkého doletu vyvinutá v Sovětském svazu na konci 50. let. Vznikla v konstrukční kanceláři Raduga - divizi leteckého výrobce Mikojan-Gurjevič. K-9 byla také známá jako K-155 a služební označení zřejmě měla R-38. Měl jí být vyzbrojen stroj Mikojan-Gurevič Je-152A (kód NATO „Flipper“), experimentální vysokorychlostní dvoumotorový letoun, předchůdce typu MiG-25 „Foxbat“. Když byl Je-152A předveden v na přehlídce v Tušinu v roce 1961, byl s ním vystaven i prototyp střely K-9.
Ani 'Flipper' ani 'Awl' se nakonec do výroby nikdy nedostaly.